# Antero Kivi
Antero Kivi (Lauri Antero Kivi; * 15. April 1904 in Orivesi; † 29. Juni 1981 in Helsinki) war ein finnischer Diskuswerfer.
Bei den Olympischen Spielen 1928 in Amsterdam gewann er mit 47,23 m die Silbermedaille hinter dem US-Amerikaner Bud Houser (47,32 m) und vor dessen Landsmann James Corson (47,10 m).
Insgesamt wurde er fünfmal nationaler Meister (1925, 1927–30). Am 25. Juli 1931 stellte er in Orivesi mit 48,46 m einen finnischen Rekord auf. 